# Cilix asiatica
Cilix asiatica — вид метеликів родини серпокрилок (Drepanidae).

## Поширення
Вид поширений в Південно-Східній Європі, Туреччині та на Близькому Сході. Присутній у фауні України (трапляється в Одеській області). Мешкає у сухих лісах.

## Спосіб життя
Метелики літають з середини квітня до початку жовтня. Буває два-три покоління за рік. Личинки живляться листям жасмину, малини, сливи, вишні, глоду, яблуні.